# Isidiella nickerlii
Isidiella nickerlii ist ein Schmetterling (Nachtfalter) aus der Familie der Prachtfalter (Cosmopterigidae).

## Merkmale
Die Falter erreichen eine Flügelspannweite von 8 bis 11 Millimeter. Der Kopf glänzt golden bis golden ockerfarben. An den Seiten befindet sich über den Facettenaugen eine weiße Linie. Die Fühler glänzen braun, die ersten beiden Drittel sind weiß geringelt. Das letzte Drittel hat fünf weiße Abschnitte, die jeweils von drei dunkelbraunen Segmenten getrennt sind. Thorax und Tegulae glänzen goldfarben. Die Tegulae sind hinten silbrig gesäumt. Die Vorderflügel glänzen golden, die Costalader ist bräunlich gerandet. An der Flügelbasis befindet sich ein fahl goldener Strich. Ein schräg nach außen gerichteter weißer Costalstrich beginnt bei 1/6 der Vorderflügellänge. Er ist fahl golden gesäumt und reicht bis über die Costalader hinaus. Zur Flügelzeichnung gehören zwei weiße, mehr oder weniger dunkelbraun gerandete Costalflecke. Der erste befindet sich in der Mitte der Costalader und ist mit einem darunterliegenden fahl goldenen Fleck verbunden. Der zweite befindet sich bei 3/4 der Vorderflügellänge und ist mit einigen fahl goldenen Schuppen gesäumt. Am Flügelinnenrand befinden sich drei erhabene, fahl goldene, dunkelbraun gerandete Flecke. Der erste liegt auf der Analfalte zwischen dem Costalstrich und dem ersten Costalfleck. Der zweite und größte Fleck befindet sich am Flügelinnenrand zwischen dem ersten und dem zweiten Costalfleck. Der dritte befindet sich am Innenwinkel. Am Apex befinden sich kleine erhabene fahl goldfarbene Flecke sowie einige goldene und dunkelbraune Schuppen. Die Fransenschuppen sind graubraun. Die Hinterflügel glänzen graubraun. Das Abdomen ist grau, die Segmente sind hinten weißlich gebändert.
Bei den Männchen verengt sich das Tegumen distal und hat hinten eine „U“-förmige Ausbuchtung. Das rechte Brachium ist gebogen und verjüngt sich zum Apex. Es ist nicht ganz zweimal so lang wie das linke. Das linke Brachium ist nur leicht gebogen und hat einen spitzen Apex. Die Valven sind birnenförmig. Die rechte Valvella ist sehr groß, viel länger als der röhrenförmige Schnitt des Aedeagus und stark nach unten gebogen. Die linke Valvella ist reduziert. Der röhrenförmige Teil des Aedeagus ist nahezu gerade, der basale Teil ist groß und bauchig.
Bei den Weibchen verjüngt sich das achte Segment distal leicht. Das Ostium hat ein halbkreisförmiges und stark sklerotisiertes vorderes Ende. Das siebte Sternit hat hinten eine deutliche dreieckige Sklerotisierung. Der Ductus bursae ist schmal und ebenso lang wie das Corpus bursae. Das Corpus bursae ist oval und hat zwei kelchförmige Signa.

## Verbreitung
Isidiella nickerlii ist in Mittel- und Südeuropa beheimatet. Das Verbreitungsgebiet reicht von der Iberischen Halbinsel im Westen bis zur Balkanhalbinsel im Osten.

## Biologie
Die Raupen entwickeln sich an Gemeiner Schafgarbe (Achillea millefolium) und Sand-Strohblume (Helichrysum arenarium). Sie leben an den jungen endständigen Blättern der Wirtspflanze in einem Gespinst. Die Falter wurden von Mai bis Juli gesammelt.

## Systematik
Aus der Literatur sind folgende Synonyme bekannt:
- Stagmatophora nickerlii Nickerl, 1864
- Stagmatophora nickerli Falschschreibung von Stagmatophora nickerlii Nickerl, 1864.

## Belege
1. 1 2 3 4 5 6  J. C. Koster, S. Yu. Sinev: Momphidae, Batrachedridae, Stathmopodidae, Agonoxenidae, Cosmopterigidae, Chrysopeleiidae. In: P. Huemer, O. Karsholt, L. Lyneborg (Hrsg.): Microlepidoptera of Europe. 1. Auflage. Band 5. Apollo Books, Stenstrup 2003, ISBN 87-88757-66-8, S. 150 (englisch).
2. ↑  Isidiella nickerlii bei Fauna Europaea. Abgerufen am 26. Februar 2012